# Xiangdian (köping i Kina, Henan)
Xiangdian (kinesiska: 项店, 项店镇) är en köping i Kina. Den ligger i provinsen Henan, i den centrala delen av landet, omkring 290 kilometer sydost om provinshuvudstaden Zhengzhou. Antalet invånare är 38 002. Befolkningen består av 18 269 kvinnor och 19 733 män. Barn under 15 år utgör 22,0 %, vuxna 15-64 år 68 %, och äldre över 65 år 8,0 %.
Genomsnittlig årsnederbörd är 1 143 millimeter. Den regnigaste månaden är augusti, med i genomsnitt 184 mm nederbörd, och den torraste är december, med 16 mm nederbörd.